# Leśniowice (gmina)
Leśniowice (daw. gmina Rakołupy) – gmina wiejska w województwie lubelskim, w powiecie chełmskim. W latach 1975–1998 gmina położona była w województwie chełmskim.
Siedziba gminy to Leśniowice.
Według danych z 30 czerwca 2004 gminę zamieszkiwały 4034 osoby.
Najstarsze miejscowości gminy:
- 1205 r. – Kumów: Kumów Majoracki, Kumów Plebański;
- 1426 r. – Horodysko-Rakołupy;
- 1431 r. – Sielec.

## Struktura powierzchni
Według danych z roku 2002 gmina Leśniowice ma obszar 117,85 km², w tym:
- użytki rolne: 80%
- użytki leśne: 13%

Gmina stanowi 6,62% powierzchni powiatu.

## Demografia

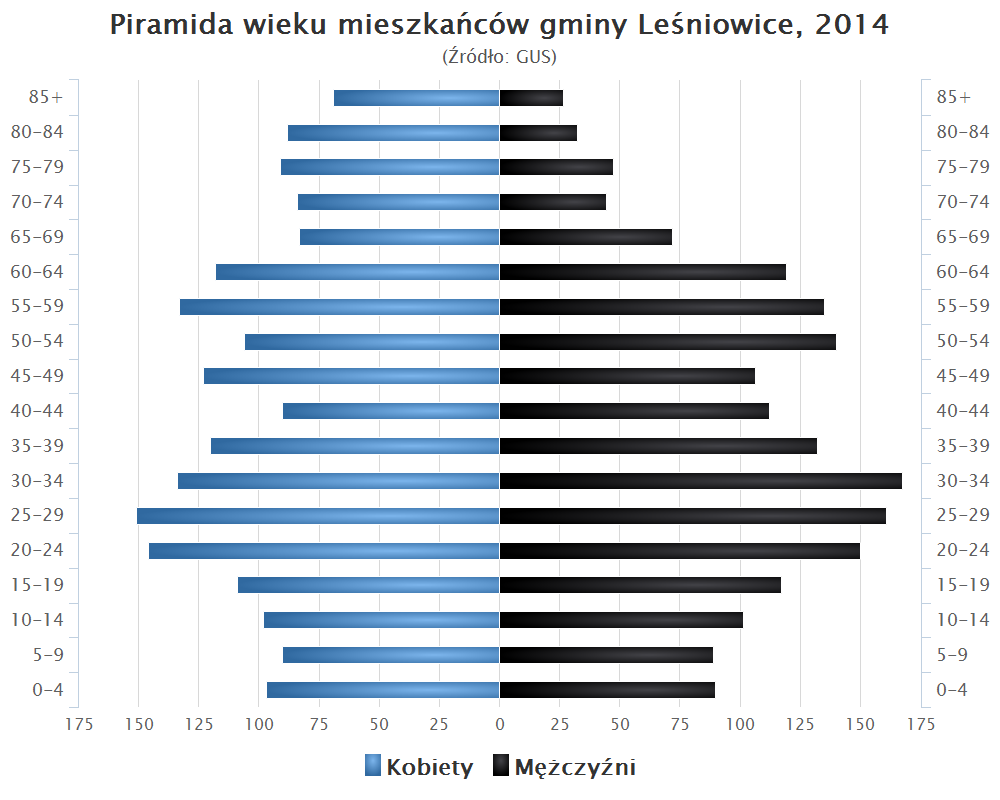
Piramida wieku mieszkańców gminy Leśniowice w 2014 roku

Dane z 30 czerwca 2004:
| Opis                              | Ogółem | Ogółem | Kobiety | Kobiety | Mężczyźni | Mężczyźni |
| --------------------------------- | ------ | ------ | ------- | ------- | --------- | --------- |
| Jednostka                         | osób   | %      | osób    | %       | osób      | %         |
| Populacja                         | 4034   | 100    | 2061    | 51,1    | 1973      | 48,9      |
| Gęstość zaludnienia [mieszk./km²] | 34,2   | 34,2   | 17,5    | 17,5    | 16,7      | 16,7      |

## Sołectwa
Alojzów, Horodysko, Janówka, Kasiłan, Kumów Majoracki, Kumów Plebański, Leśniowice, Leśniowice-Kolonia, Majdan Leśniowski, Nowy Folwark, Plisków, Poniatówka, Rakołupy, Rakołupy Duże, Sarniak, Sielec, Teresin, Wierzbica, Wygnańce.
Miejscowości bez statusu sołectwa: Dębina, Kumów Majoracki (osada leśna), Plisków-Kolonia, Politówka, Rakołupy Małe.

## Sąsiednie gminy
Chełm, Kamień, Kraśniczyn, Siennica Różana, Wojsławice, Żmudź